# Aloe vryheidensis
Aloe vryheidensis ist eine Pflanzenart der Gattung der Aloen in der Unterfamilie der Affodillgewächse (Asphodeloideae). Das Artepitheton vryheidensis verweist auf das Vorkommen der Art bei Vryheid in Südafrika.

## Beschreibung

### Vegetative Merkmale
Aloe vryheidensis wächst stammlos oder stammbildend, ist einfach oder gelegentlich von der Basis zwei- bis vierfach verzweigt. Die niederliegenden, fast aufrechten bis aufrechten Stämme erreichen eine Länge bis zu 2 Meter und sind 20 Zentimeter dick. Die 20 bis 50 lanzettlich verschmälerten Laubblätter bilden eine dichte Rosette. Die dunkelgrüne bis glauk-grüne und bläulich überhauchte Blattspreite ist bis zu 65 Zentimeter lang und 13 Zentimeter breit. Die Blattoberfläche ist glatt. Die stechenden, rötlichen bis bräunlich roten Zähne am rötlichen Blattrand sind 2 bis 3 Millimeter lang und stehen 10 bis 15 Millimeter voneinander entfernt. Der Blattsaft trocknet gelb.

### Blütenstände und Blüten

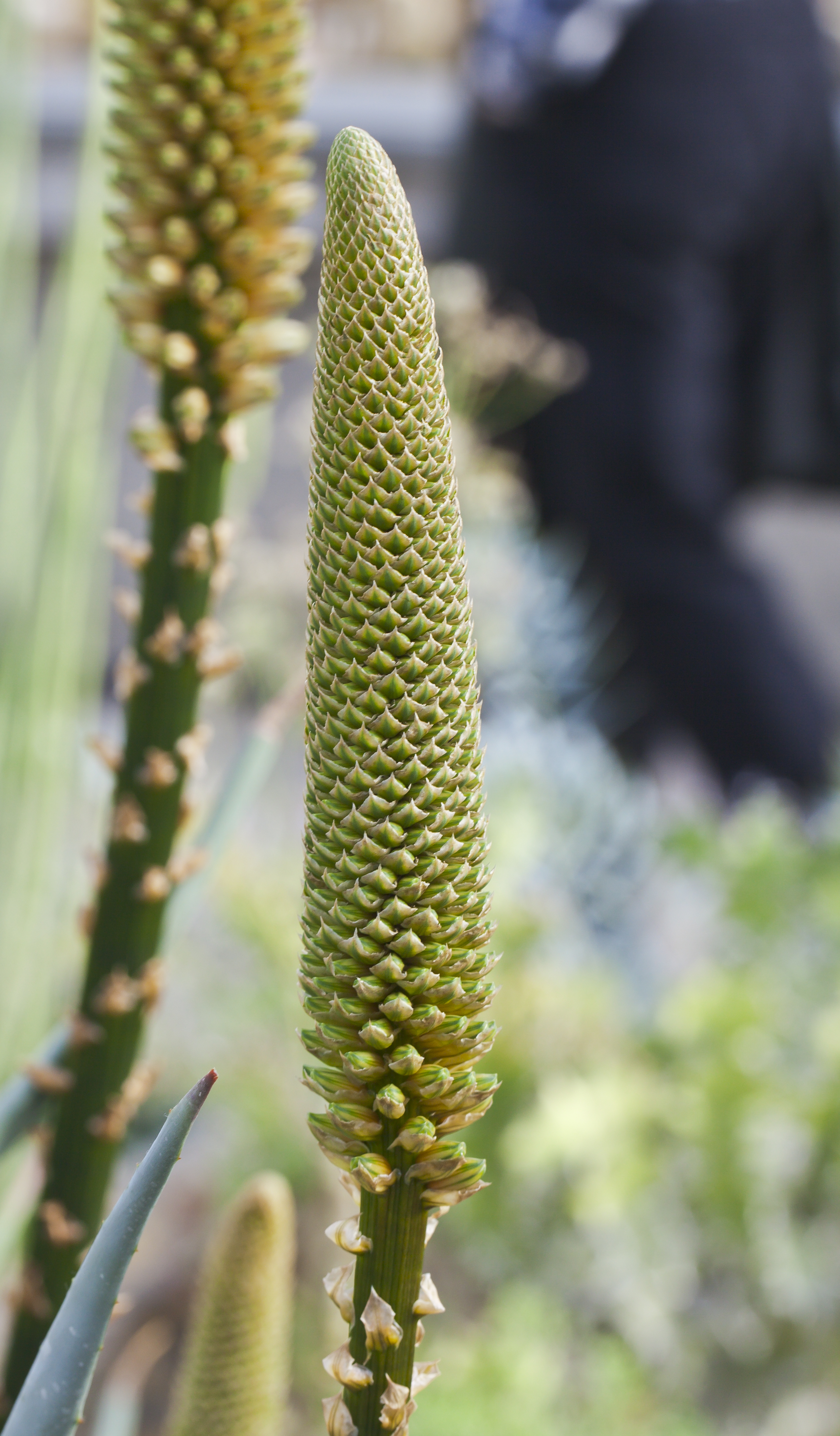
Blütenstand

Der schiefe, einfache Blütenstand erreicht eine Länge von 60 bis 150 Zentimeter. Die aufrechten, dichten, zylindrischen Trauben sind 30 bis 40 Zentimeter lang und 5 bis 7 Zentimeter breit. Die eiförmig-spitzen Brakteen weisen eine Länge von 8 bis 15 Millimeter auf und sind 5 bis 10 Millimeter breit. Die glockenförmigen, rosafarbenen oder grünlich gelben bis gelblichen Blüten sind sitzend. Sie sind 12 bis 20 Millimeter lang und an ihrer Basis verkehrt konisch. Auf Höhe des Fruchtknotens weisen die Blüten einen Durchmesser von 5 Millimeter auf. Darüber sind sie zur Mündung hin auf 12 Millimeter erweitert. Ihre äußeren Perigonblätter sind nicht miteinander verwachsen. Die Staubblätter und der Griffel ragen 15 bis 17 Millimeter aus der Blüte heraus.

## Systematik und Verbreitung
Aloe vryheidensis ist in den südafrikanischen Provinzen KwaZulu-Natal und Limpopo auf exponierten felsigen Hängen in Höhen von 900 bis 1800 Metern verbreitet.
Die Erstbeschreibung durch Barend Hermanus Groenewald wurde 1937 veröffentlicht. Ein Synonym ist Aloe dolomitica Groenew. (1938).

## Nachweise